# Parafia św. Jana Kantego w Legionowie
Parafia Świętego Jana Kantego w Legionowie - parafia rzymskokatolicka należąca do dekanatu legionowskiego, diecezji warszawsko-praskiej, metropolii warszawskiej Kościoła katolickiego. Powstała 8 grudnia 1933 roku z podziału parafii w Chotomowie. 

## Kościół parafialny
Kościół Świętego Ducha w Legionowie
Kościół został zbudowany w latach 1979–2003, według projektu architekta mgra inż. Krzysztofa Chwaliboga. Mieści się przy ulicy Księdza Józefa Schabowskiego.

## Cmentarz
Do parafii należy cmentarz parafialny przy al. Legionów w Legionowie.